# نقد برنامه گوتا
نقد برنامه گوتا کتابی است نوشته کارل مارکس و فردریش انگلس در نقد پیش‌نویس ِ برنامهٔ حزب اتحادیه کارگران آلمان. مارکس در این کتاب از دورهٔ انتقال از سرمایه‌داری به کمونیسم می‌گوید و اصطلاح دیکتاتوری پرولتاریا را عنوان کرده و در مورد احزاب کارگری، دومرحله از جامعهٔ کمونیستی ِ مد نظرش (سوسیالیسم و کمونیسم) سخن می‌گوید. این کتاب مباحثی نیز دربارهٔ تولید و پخش کالا در خود دارد.